# عبد الله ناصر (لاعب كرة قدم مواليد 1992)
عبد الله ناصر (مواليد 15 يوليو 1992) لاعب كرة قدم إماراتي يجيد اللعب في الدفاع.
لعب سابقاً لأندية الفجيرة والوصل و الجزيرة ودبا الفجيرة و دبا الحصن و التعاون.

## روابط خارجية
- عبد الله ناصر على موقع قاعدة بيانات كرة القدم.إي يو (الإنجليزية)
- عبد الله ناصر على موقع Soccerway.com (الإنجليزية)